# Eigen (Ebersburg)
Eigen ist eine Wüstung in der Gemarkung der heutigen Gemeinde Ebersburg im Landkreis Fulda.

## Lage
Eigen befand sich zwischen den Ebersburger Ortsteilen Ried und Thalau ungefähr 15 Kilometer von Fulda entfernt.

## Geschichte
Entstanden ist Eigen nach Konrad Lübeck schon im 9. Jahrhundert. Erwähnt wird es erstmals am 10. August 1314, als Dekan Hartrad vom Johannesberge es gegen verschiedene Güter mit dem Nonnenkloster zu Blankenau tauscht. 1339 gab er das gut Eigen an drei Brüder zur Erbpacht. Wann der Ort wüst wurde, ist nicht bekannt.